# Clube Desportivo Primeiro de Agosto (football)
Maillots
Actualités
Le Clube Desportivo Primeiro de Agosto est un club de football angolais basé à Luanda, et fait partie du club omnisports du même nom.
Son principal concurrent est l'Atlético Petróleos de Luanda.

## Palmarès
- Coupe d'Afrique des vainqueurs de coupe
  - Finaliste : 1998

- Championnat d'Angola (13)
  - Champion : 1979, 1980, 1981, 1991, 1993, 1996, 1998, 1999, 2006, 2016, 2017, 2018, 2019
  - Vice-champion : 2007

- Coupe d'Angola (6) 
  - Vainqueur : 1984, 1990, 1991, 2006, 2009, 2019
  - Finaliste : 1992, 1997, 1998, 2004, 2011

- Supercoupe d'Angola  (9)
  - Vainqueur : 1991, 1992, 1997, 1998, 1999, 2000, 2010, 2017, 2019
  - Finaliste : 1993

## Anciens joueurs
- Luís Delgado
- Signori António
- Manuel Cafumana

## [1]Liens externes
- Site officiel

1. ↑  « CD 1º de Agosto - Profil du club », sur www.transfermarkt.fr (consulté le 11 septembre 2024)